# 中丸 (北本市)
中丸（なかまる）は、埼玉県北本市の町名。現行行政地名は中丸一丁目から中丸十丁目。郵便番号は364-0013。

## 地理
北本市東部に位置する。朝日、北中丸、本宿、二ツ家、北本宿のほか桶川市の加納に隣接する。東南の下石戸下とは僅かに接していない。

## 歴史
もとは江戸期より所在する中丸村であった。
- 1978年（昭和53年）5月1日 - 大字北中丸・北本宿・東間・山中の一部より地名地番整理が行なわれ[4]、住居表示実施に伴い中丸一丁目〜五丁目が成立する[5]。
- 1981年（昭和56年）5月1日 - 大字北中丸および東間の各一部より中丸六丁目〜十丁目が成立する[6]。

## 世帯数と人口
2017年（平成29年）3月31日現在の世帯数と人口は以下の通りである。
| 丁目       | 世帯数    | 人口    |
| ---------- | --------- | ------- |
| 中丸一丁目 | 424世帯   | 1,069人 |
| 中丸二丁目 | 407世帯   | 894人   |
| 中丸三丁目 | 388世帯   | 985人   |
| 中丸四丁目 | 327世帯   | 794人   |
| 中丸五丁目 | 525世帯   | 1,271人 |
| 中丸六丁目 | 151世帯   | 374人   |
| 中丸七丁目 | 445世帯   | 1,108人 |
| 中丸八丁目 | 37世帯    | 106人   |
| 中丸九丁目 | 74世帯    | 175人   |
| 中丸十丁目 | 184世帯   | 480人   |
| 計         | 2,962世帯 | 7,256人 |

## 小・中学校の学区
市立小・中学校に通う場合、学区（校区）は以下の通りとなる。
| 丁目       | 番地 | 小学校               | 中学校           |
| ---------- | ---- | -------------------- | ---------------- |
| 中丸一丁目 | 全域 | 北本市立東小学校     | 北本市立東中学校 |
| 中丸二丁目 | 全域 | 北本市立東小学校     | 北本市立東中学校 |
| 中丸三丁目 | 全域 | 北本市立中丸東小学校 | 北本市立東中学校 |
| 中丸四丁目 | 全域 | 北本市立東小学校     | 北本市立東中学校 |
| 中丸五丁目 | 全域 | 北本市立東小学校     | 北本市立東中学校 |
| 中丸六丁目 | 全域 | 北本市立東小学校     | 北本市立東中学校 |
| 中丸七丁目 | 全域 | 北本市立東小学校     | 北本市立東中学校 |
| 中丸八丁目 | 全域 | 北本市立東小学校     | 北本市立東中学校 |
| 中丸九丁目 | 全域 | 北本市立中丸東小学校 | 北本市立東中学校 |
| 中丸十丁目 | 全域 | 北本市立中丸東小学校 | 北本市立東中学校 |

## 交通

### 鉄道
当地内に駅はなく、最寄の駅は高崎線北本駅になる。線路も僅かに西に外れ北本宿地内を通過している。

### 道路
- 国道17号（中山道）
- 埼玉県道33号東松山桶川線
- 埼玉県道164号鴻巣桶川さいたま線（旧中山道）
- 埼玉県道311号蓮田鴻巣線

## 施設
- 北本市立東小学校
- 北本市立中丸東小学校
- 中丸浄水場
- 中丸公民館
- 中丸公園
- 中丸緑地公園
- 中丸スポーツ広場
- 北本市老人福祉センター
- 安養院
- 氷川神社
- 神明神社

なお、北本市立中丸小学校は宮内にあり、地内には設置されていない。